# Gaspé
Gaspé è una città del Canada, nella regione di Gaspésie-Îles-de-la-Madeleine della provincia del Québec. Appartiene alla municipalità di La Côte-de-Gaspé.